# 내린천로
내린천로(Naerincheon-ro)는 강원특별자치도 홍천군 내면 원당삼거리와 인제군 인제읍 합강리 합강교차로를 잇는 강원특별자치도의 도로이다. 자연 지물인 내린천의 명칭을 따서 명명되었다. 산악지형과 하천의 흐르는 모양에 영향을 받아 경사와 곡선구간이 많다.

## 연혁
- 1981년 4월 13일 : 국도로 승격된 인제군 기린면 상남리 ~ 양구군 남면 도촌리 72km 구간 개통, 기존 지정 구간인 인제군 기린면 상남리 ~ 양구군 남면 도촌리 50km 구간 폐지[1]
- 2009년 9월 4일 : 2개 이상 시·군에 걸쳐 있는 도로로 내린천로를 고시[2]

## 주요 경유지
강원특별자치도
- 홍천군 내면 - 인제군 (상남면 · 기린면 · 인제읍)

## 노선
| 이름                                    | 접속 노선                                                 | 소재지 | 소재지                      | 비고                                     |
| --------------------------------------- | --------------------------------------------------------- | ------ | --------------------------- | ---------------------------------------- |
| 원당사거리                              | 국도 제56호선 국가지원지방도 제56호선 (구룡령로)          | 홍천군 | 내면                        | 기점 지방도 제446호선 구간               |
| 자운교 생둔1교 생둔2교                  |                                                           | 홍천군 | 내면                        | 지방도 제446호선 구간                    |
| 칠전2교 칠전1교 미산3교 미산2교 미산1교 |                                                           | 인제군 | 상남면                      | 지방도 제446호선 구간                    |
| (상남교 북단)                           | 국도 제31호선 (아홉사리로)                                | 인제군 | 상남면                      | 국도 제31호선 구간 지방도 제446호선 구간 |
| 상남 교차로                             | 지방도 제446호선 (김부대왕로) 상남로                      | 인제군 | 상남면                      | 국도 제31호선 구간 지방도 제446호선 구간 |
| 오미재1 교차로                          | 국도 제31호선                                             | 인제군 | 상남면                      | 국도 제31호선 구간                       |
| 오미재고개                              |                                                           | 인제군 | 상남면                      | 해발 500m                                |
| 오미재2 교차로                          | 국도 제31호선                                             | 인제군 | 상남면                      | 국도 제31호선 구간                       |
| 인제 나들목 (인제IC 교차로)             | 60호선 서울양양고속도로                                   | 인제군 | 상남면                      | 국도 제31호선 구간                       |
| 용포교                                  |                                                           | 인제군 | 상남면                      | 국도 제31호선 구간                       |
| 기린면                                  |                                                           | 인제군 |                             | 국도 제31호선 구간                       |
| 현리교                                  |                                                           | 인제군 |                             | 국도 제31호선 구간                       |
| 진방삼거리                              | 지방도 제418호선 (조침령로)                               | 인제군 |                             | 국도 제31호선 구간                       |
| 기린초등학교                            | 기린로                                                    | 인제군 |                             | 국도 제31호선 구간                       |
| (구 기린119지역대)                      | 대내로                                                    | 인제군 |                             | 국도 제31호선 구간                       |
| 진달교                                  | 한석산로                                                  | 인제군 |                             | 국도 제31호선 구간                       |
| (하죽천교 동단)                         | 대내로                                                    | 인제군 |                             | 국도 제31호선 구간                       |
| 궁동교                                  |                                                           | 인제군 |                             | 국도 제31호선 구간                       |
| 하답교                                  | 상하답로                                                  | 인제군 |                             | 국도 제31호선 구간                       |
| 하답제1터널                             |                                                           | 인제군 | 국도 제31호선 구간 연장 70m |                                          |
| 하답제2터널                             |                                                           | 인제군 | 국도 제31호선 구간 연장 70m |                                          |
| 하추1교                                 |                                                           | 인제군 | 인제읍                      | 국도 제31호선 구간                       |
| 하추교                                  | 하추로                                                    | 인제군 | 인제읍                      | 국도 제31호선 구간                       |
| 하추2교                                 |                                                           | 인제군 | 인제읍                      | 국도 제31호선 구간                       |
| 원대삼거리                              | 원남로                                                    | 인제군 | 인제읍                      | 국도 제31호선 구간                       |
| 고사2교 고사3교 고사4교 고사5교         |                                                           | 인제군 | 인제읍                      | 국도 제31호선 구간                       |
| (피암터널)                              |                                                           | 인제군 | 인제읍                      | 국도 제31호선 구간 연장 약 80m           |
| 합강삼거리                              | 덕산로                                                    | 인제군 | 인제읍                      | 국도 제31호선 구간                       |
| 합강교                                  |                                                           | 인제군 | 인제읍                      | 국도 제31호선 구간                       |
| 합강 교차로                             | 국도 제31호선 국도 제44호선 국도 제46호선 (설악로) 인제로 | 인제군 | 인제읍                      | 국도 제31호선 구간                       |

## 주요 건물 및 시설
- 상남초등학교 미산분교 (강원특별자치도 인제군 상남면 내린천로 1622)
- 상남초등학교 (강원특별자치도 인제군 상남면 내린천로 2548)
- 상남우체국 (강원특별자치도 인제군 상남면 내린천로 2560)
- 하남초등학교 (강원특별자치도 인제군 상남면 내린천로 3195)
- 하남1리노인회관 (강원특별자치도 인제군 상남면 내린천로 3303)
- 현리버스터미널 (강원특별자치도 인제군 기린면 내린천로 4024)
- 북리보건진료소 (강원특별자치도 인제군 기린면 내린천로 4896)
- 고사리수변공원 (강원특별자치도 인제군 인제읍 내린천로 5693)
- 인제수련원 (구 인제초등학교 고사분교, 강원특별자치도 인제군 인제읍 내린천로 6238-1)